# Philipp Haas (Politiker)
Philipp Haas (* 29. Juli 1854 in Kastel; † 21. Oktober 1903 in Mainz) war ein deutscher Redakteur, hessischer Politiker (SPD) und Abgeordneter der 2. Kammer der Landstände des Großherzogtums Hessen.
Philipp Haas war der Sohn des Tünchers Joseph Haas und dessen Ehefrau Anna Maria, geborene Wohlfahrt. Haas, der katholischen Glaubens war, heiratete Katharina geborene Scheuerle.
Haas arbeitete nach dem Abschluss der Volksschule als Buchdrucker und Setzer. Er war ab 1871 Mitglied der Buchdrucker-Gewerkschaft. 1888 bis 1891 war er Kassierer und 1892 bis 1898 Vorsteher des Gaues Mittelrhein des Buchdruckerverbands mit Sitz in Mainz. 1898 bis zu seinem Tode Redakteur der "Volkszeitung" und Stadtverordneter in Mainz.
Von 1896 bis 1903 gehörte er der Zweiten Kammer der Landstände an. Er wurde für den Wahlbezirk der Stadt Mainz gewählt.